# Okap koło Wapiennika
Okap koło Wapiennika – schronisko w grupie Pomorskich Skał po północno-zachodniej stronie Olkusza w województwie małopolskim, w powiecie olkuskim. Znajduje się po wschodniej stronie ulicy Długiej w należącym do Olkusza osiedlu Pomorzany, na Wyżynie Olkuskiej będącej częścią Wyżyny Krakowsko-Częstochowskiej. 
Schronisko znajduje się w bezimiennej skale nieco poniżej szczytu wzniesienia, po północnej stronie skały Przełaz. Jest charakterystyczne, gdyż zaraz po jego północnej stronie znajduje się w skalnej szczelinie mur  z otworem na dole. Mur ten jest pozostałością dawnego wapiennika.
Schronisko ma postać okapu pod silnie przewieszoną ścianą zbudowaną z wapieni z jury późnej. Ma równy strop o stałym nachyleniu. Nie ma na jego ścianach ani stropie nacieków, namulisko składa się z próchnicy. Schronisko nie ma własnego mikroklimatu i jest w całości oświetlone światłem słonecznym. Prawdopodobnie powstało podczas eksploatacji wapienia. Dawniej znajdowało się na terenie otwartym (niewielka polanka), obecnie jednak zarasta chaszczami. 

## Historia poznania i dokumentacji
Schronisko miejscowej ludności znane było od dawna, w literaturze jednak nie było wzmiankowane. Na zlecenie Zarządu Zespołu Jurajskich Parków Krajobrazowych woj. katowickiego w listopadzie 1988 r. zmierzyli go i opracowali jego dokumentację A. Polonius i J. Sławiński. Plan schroniska opracował A. Polonius. 

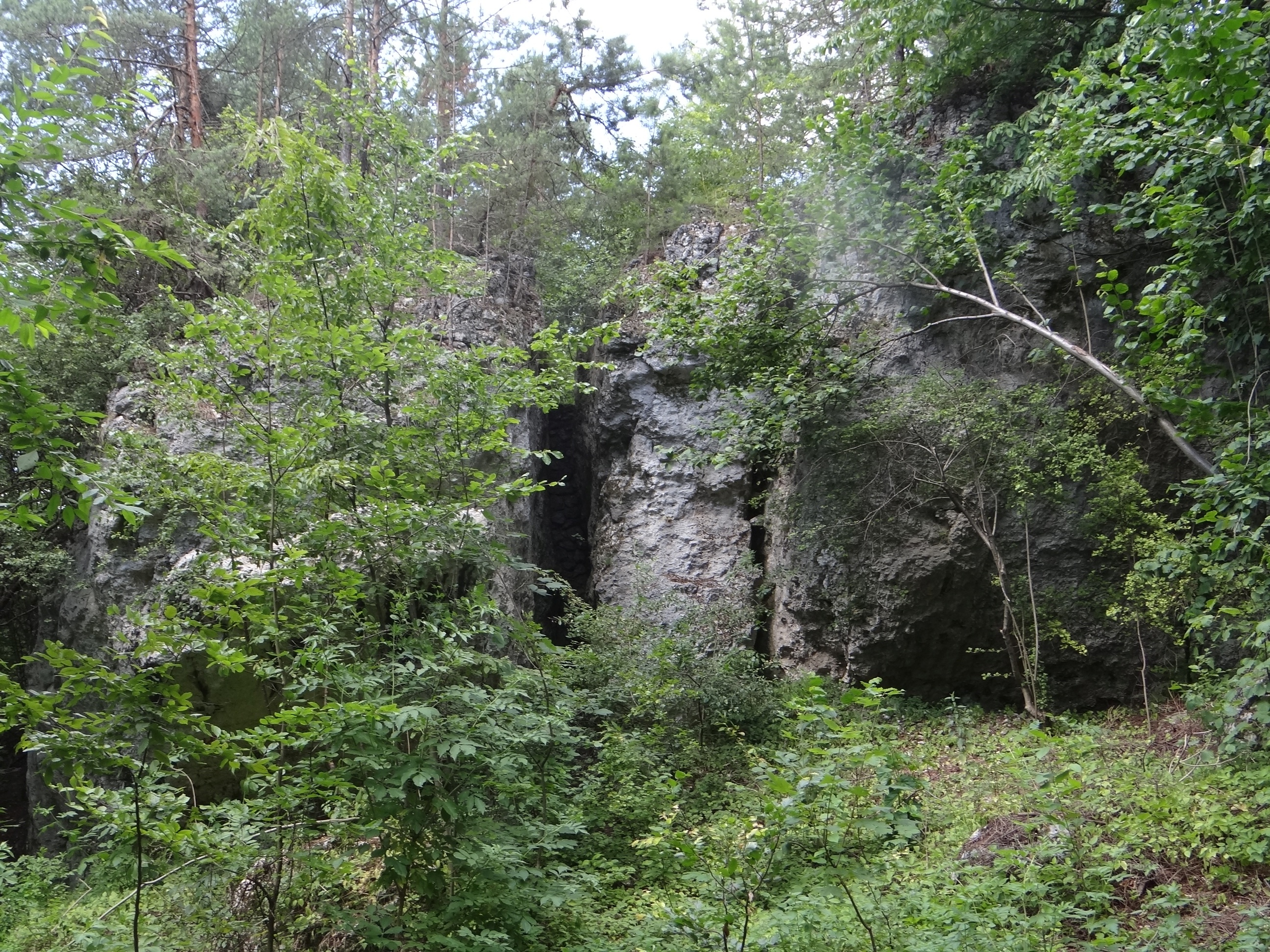
Schronisko jest u podstawy lewej skały
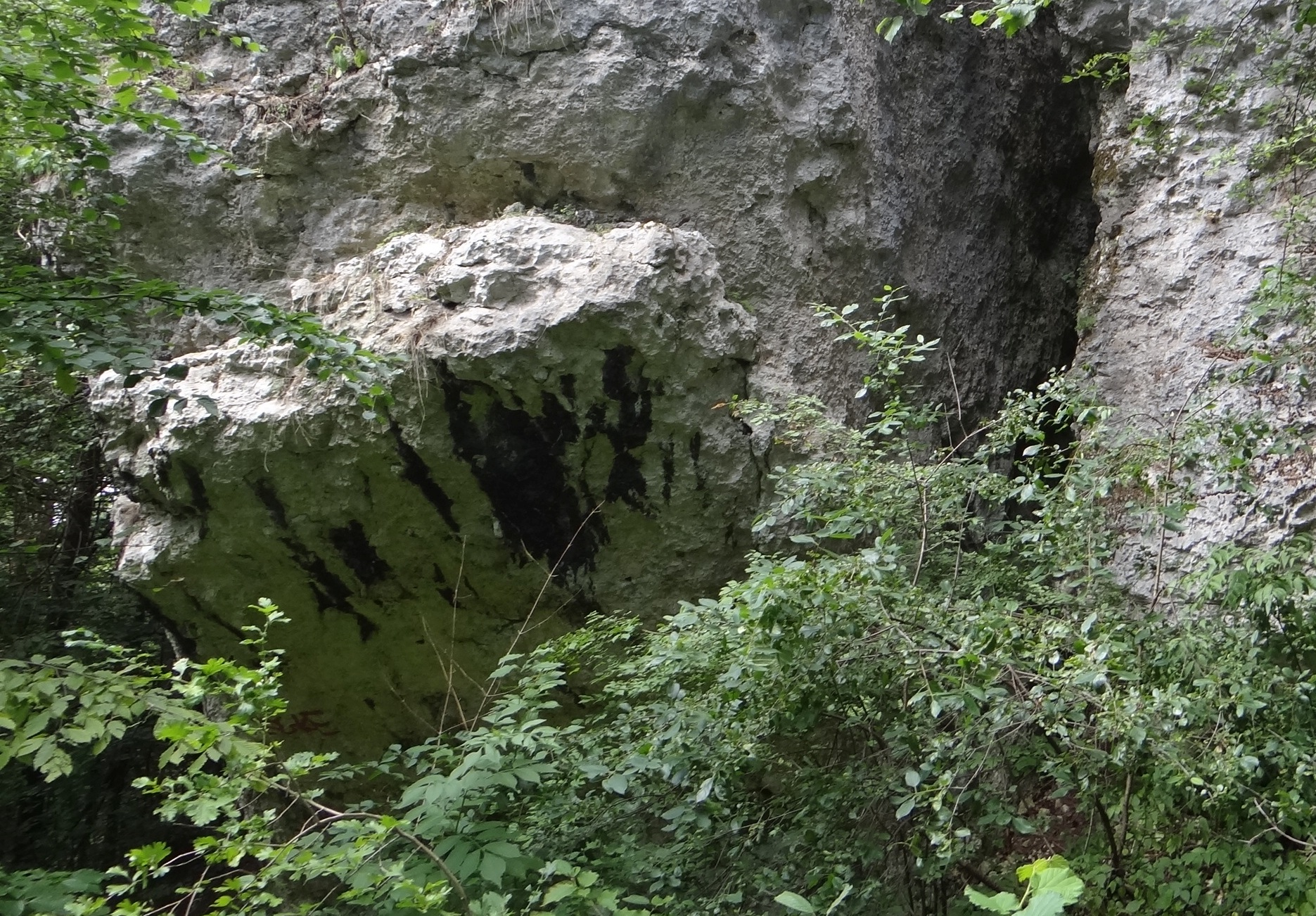
Schronisko pod okapem
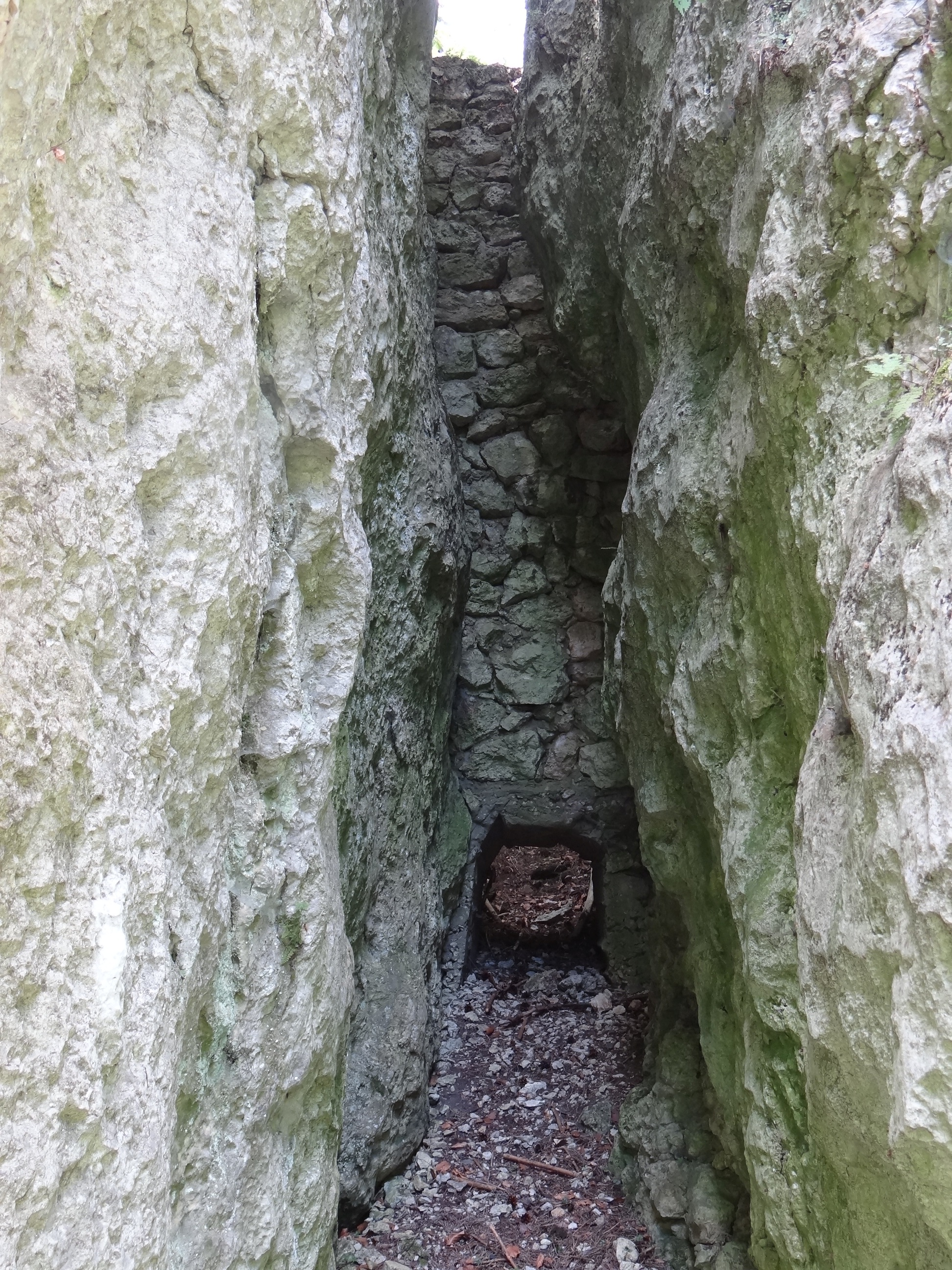
Szczelina z murem wapiennika